# Eric Ridder

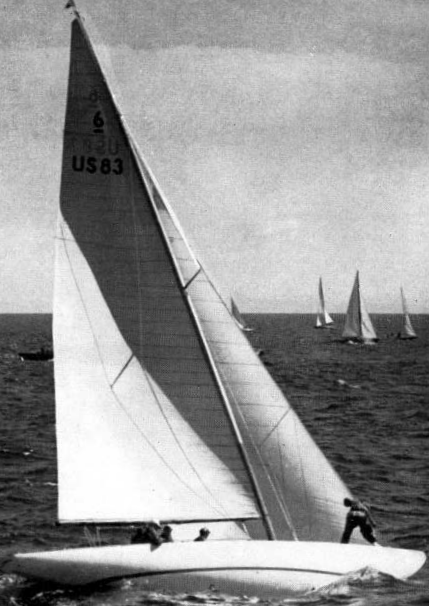
A 6 metros durante los Juegos Olímpicos de 1952

Eric Ridder (Hewlett, 1 de julio de 1918-Locust Valley, 23 de julio de 1996) fue un deportista estadounidense que compitió en vela en la clase 6 Metre. Participó en los Juegos Olímpicos de Helsinki 1952, obteniendo una medalla de oro en la clase 6 Metre.

## Palmarés internacional
| Juegos Olímpicos | Juegos Olímpicos     | Juegos Olímpicos | Juegos Olímpicos |
| Año              | Lugar                | Medalla          | Clase            |
| ---------------- | -------------------- | ---------------- | ---------------- |
| 1952             | Helsinki (Finlandia) | Medalla de oro   | 6 Metre          |